# Sommelsdijk

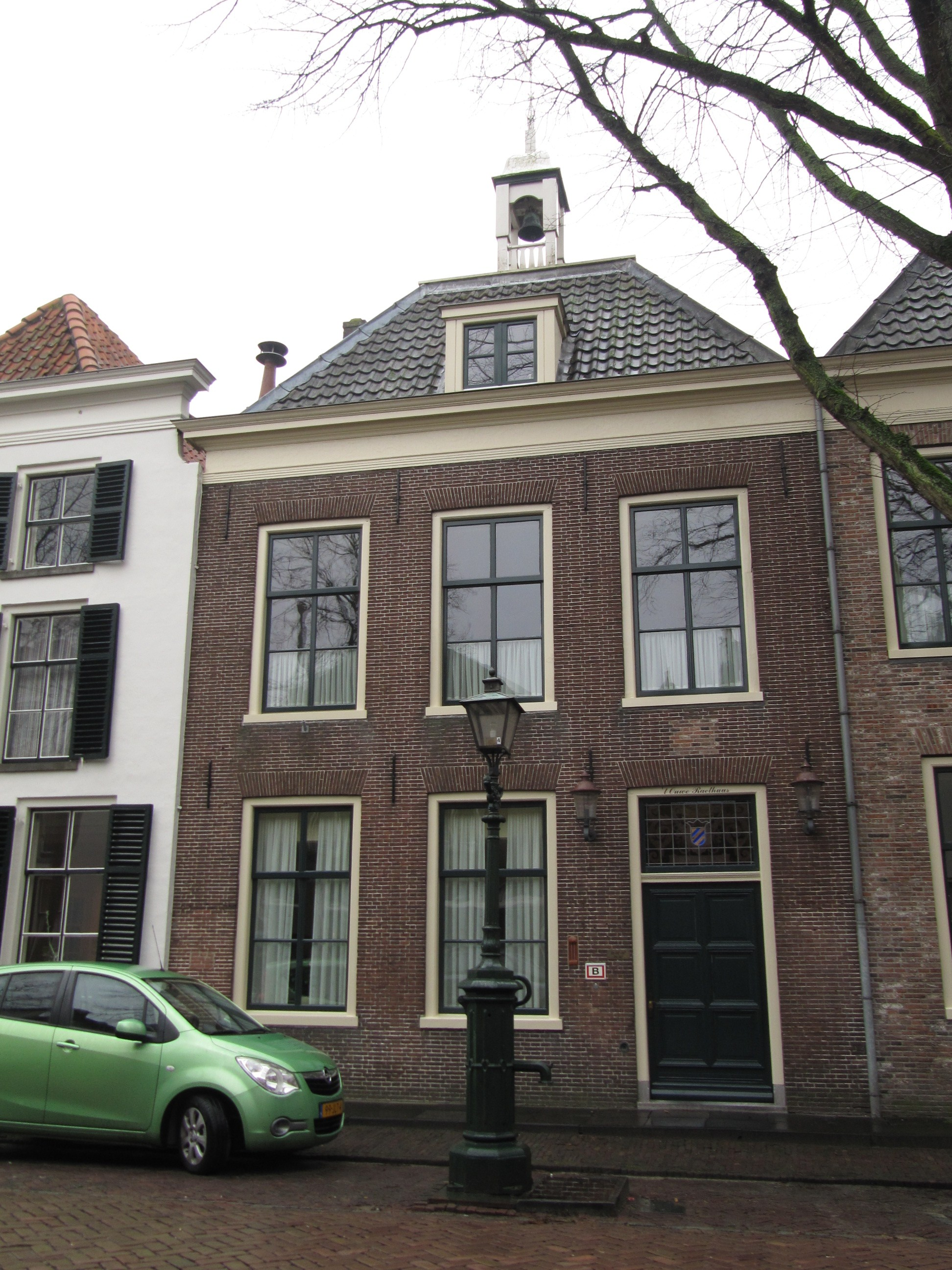
Edificio classificato come rijksmonument a Sommelsdijk

Sommelsdijk  è un villaggio di circa 7.500 abitanti del sud-ovest dei Paesi Bassi, facente parte della provincia dell'Olanda Meridionale e situato nella penisola di Overflakkee. Dal punto di vista amministrativo, si tratta di un ex-comune, dal 1966 accorpato alla municipalità di Middelharnis, comune a sua volta inglobato nel 2013 nella nuova municipalità di Goeree-Overflakkee.
Tra il XVII e gli inizi del XVII secolo costituiva un'enclave della Zelanda. 

## Geografia fisica
Sommelsdijk si trova nella parte sud-orientale della penisola di Overflakkee, tra Middelharnis e Dirksland (rispettivamente ad ovest della prima e ad est della seconda). 

## Origini del nome
Il toponimo Sommelsdijk deriva da Sonnemaresdijk, che significa "diga (dijk) sul Sonnemare", dove con Sonnemare si intendeva un fiume che scorreva nell'VIII secolo nell'isola di Voorne.

## Storia
Il villaggio fu fondato nel 1465, quando, per volere di Adriaan van Borselen, furono erette delle dighe nel polder di Oudeland.
A partire dal 1611, il villaggio, in origine un'enclave della Zelanda, passò nelle mani della famiglia Van Aerssen.
Nel 1624, un grosso incendio causò gravi danni al villaggio.
Nel 1795, terminò il controllo della famiglia Van Aerssen su Sommelsdijk e nel 1805, il villaggio, fino ad allora - come detto - un'enclave della Zelanda, passò all'Olanda.
Nel 1953, dopo i rischi legati all'alluvione, la superficie del villaggio fu estesa nella sua parte meridionale.

### Simboli
Lo stemma di Sommelsdijk è costituito da tre righe verticali color oro e da tre righe verticali color blu. Si tratta dello stemma della signoria locale. 

## Monumenti e luoghi d'interesse
Sommelsdijk conta 79 edifici classificati come rijksmonumenten.

### Chiesa gotica
Tra i monumenti di Sommelsdijk, figura la chiesa di Santa Maria, risalente al 1449 ca., ma ricostruita in seguito agli incendi del 1632 e del 1799.

### Mulino De Korenbloem
Altro edificio d'interesse è il mulino "De Korenbloem", un mulino a vento risalente al 1705.